# Pulvermühl

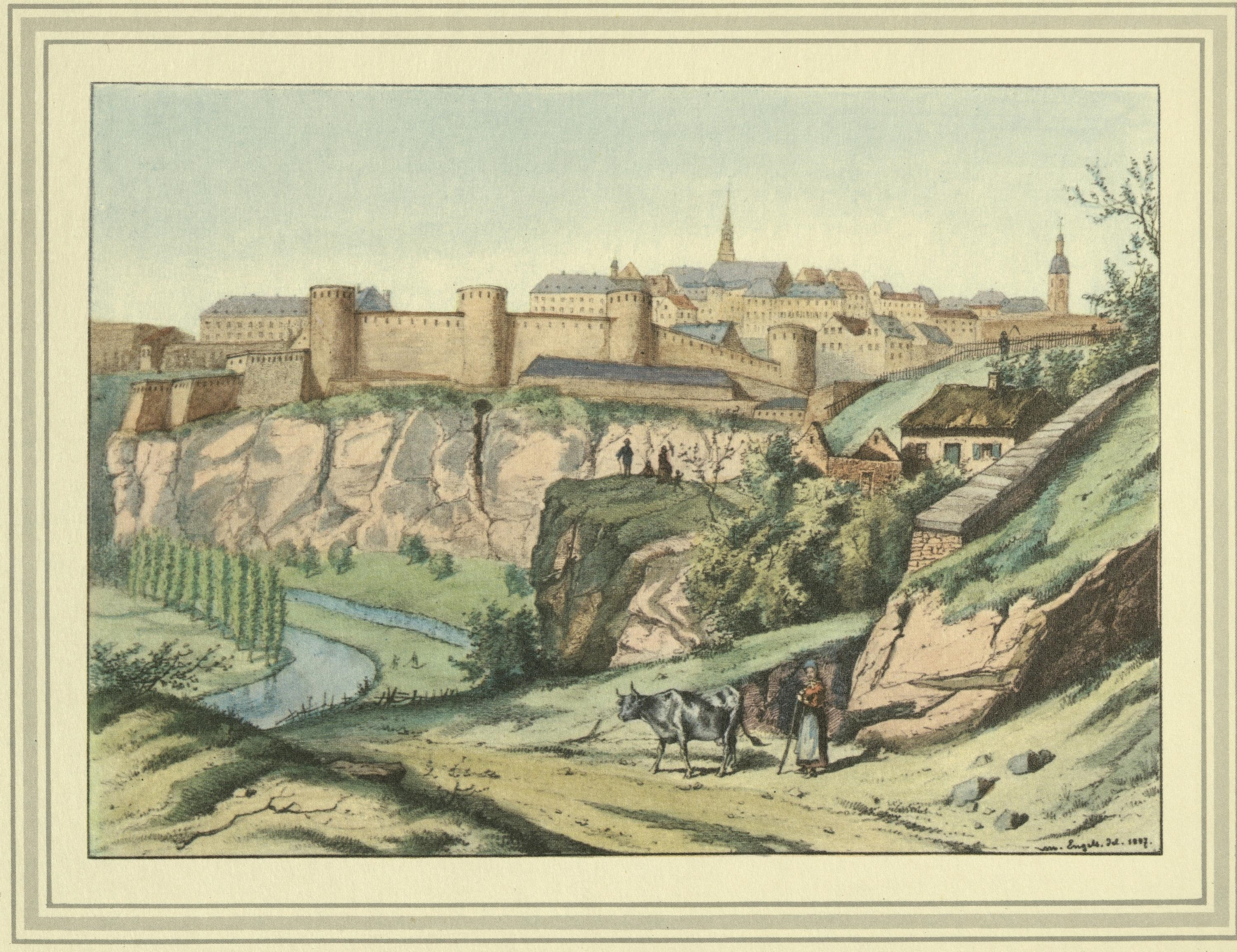
Pulvermühl met op de achtergrond de vesting Luxemburg, vastgelegd door Michel Engels.

Pulvermühl (Luxemburgs: Polvermillen of Pollfermillen ) is een plaats en een stadsdeel van Luxemburg-Stad. Tot 1920 behoorde Pulvermühl tot de gemeente Hamm.

## Geografie
Pulvermühl ligt in het oosten van Luxemburg-Stad. Het district wordt in het noorden begrensd door Cents en vervolgens, met de klok mee, door Hamm, Bonnevoie-Sud, Bonnevoie-Nord-Verlorenkost en Grund. Pulvermühl is 24,82 ha groot en qua oppervlakte en aantal inwoners het kleinste stadsdeel.

## Geschiedenis
De naam komt van een molen (gedocumenteerd in 1562) waarin houtskool werd gemalen, dat werd gebruikt bij de vervaardiging van buskruit. Rond 1795 werden er granen gemalen en rond 1843 stond er de katoenspinnerij Kuborn. In 1862 baatte Conrot & Lamort er een breigoedfabriek uit. 
Per 1 januari 1874 werd Pulvermühl deel van de nieuwe gemeente Hamm, die verder bestond uit de dorpen Hamm, Schleifmuhl, Fetschenbour, Haemmerstellgen (Val de Hamm), Scheidgrund, Scheidhof, Cents en Tavioun. De gemeente Hamm fuseerde in 1920 samen met de gemeenten Hollerich en Rollingergrund met de stad Luxemburg.
In de jaren 2020 wordt op de plek waar vroeger de molen, een katoenspinnerij met ververij, een textielfabriek, een werkplaats voor de productie van touwtreinen (Secalt) en een industriële chemische reinigingsfabriek (Express nettoyage à sec) stonden een nieuwe woonwijk met tussen de 200 en 230 appartementen en kantoren gebouwd.

## Bevolking
In 2022 telde Pulvermühl 382 inwoners, waarvan 30,29% met de Luxemburgse nationaliteit.

## Galerij

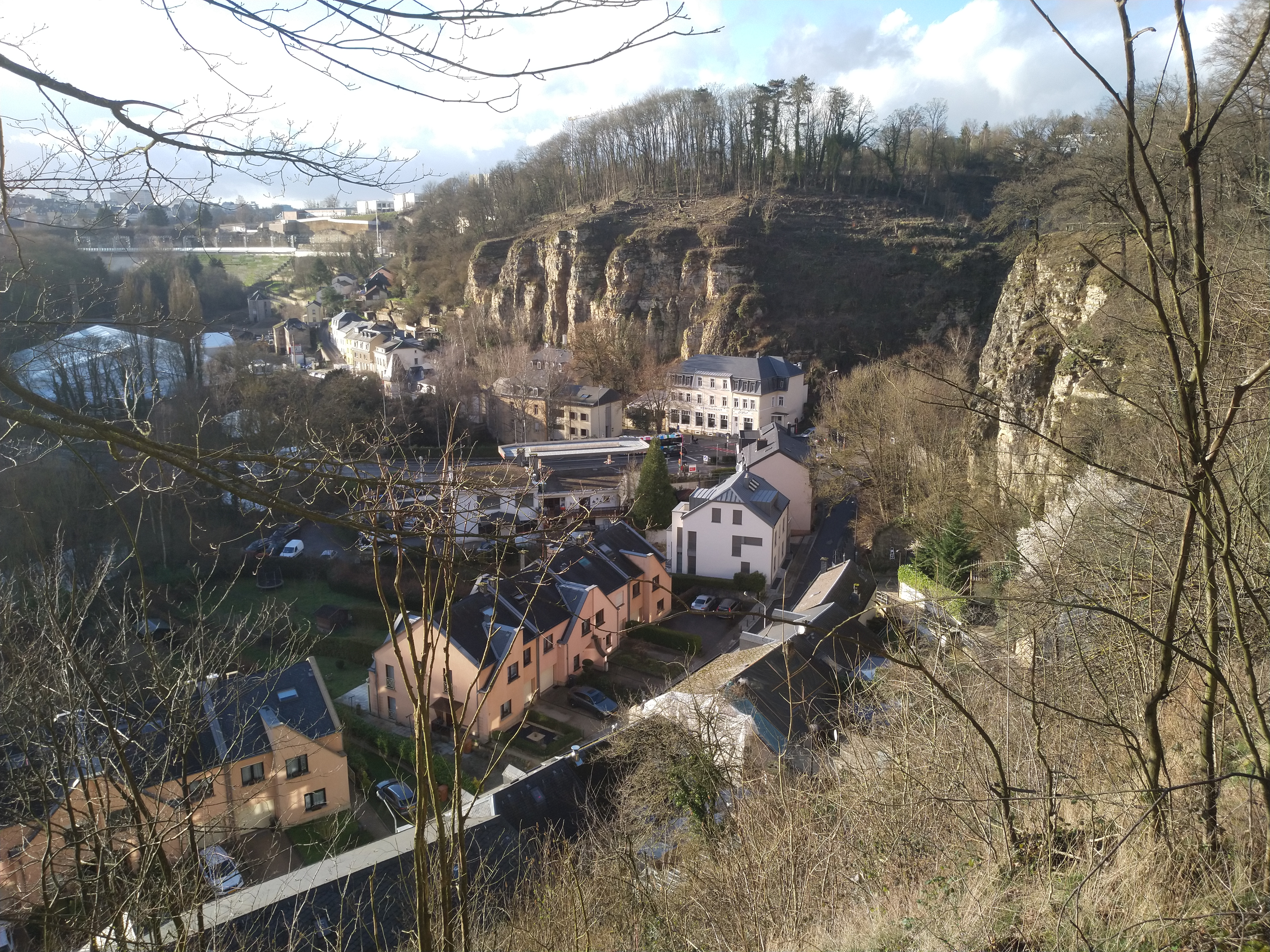
Pulvermühl van bovenaf gezien
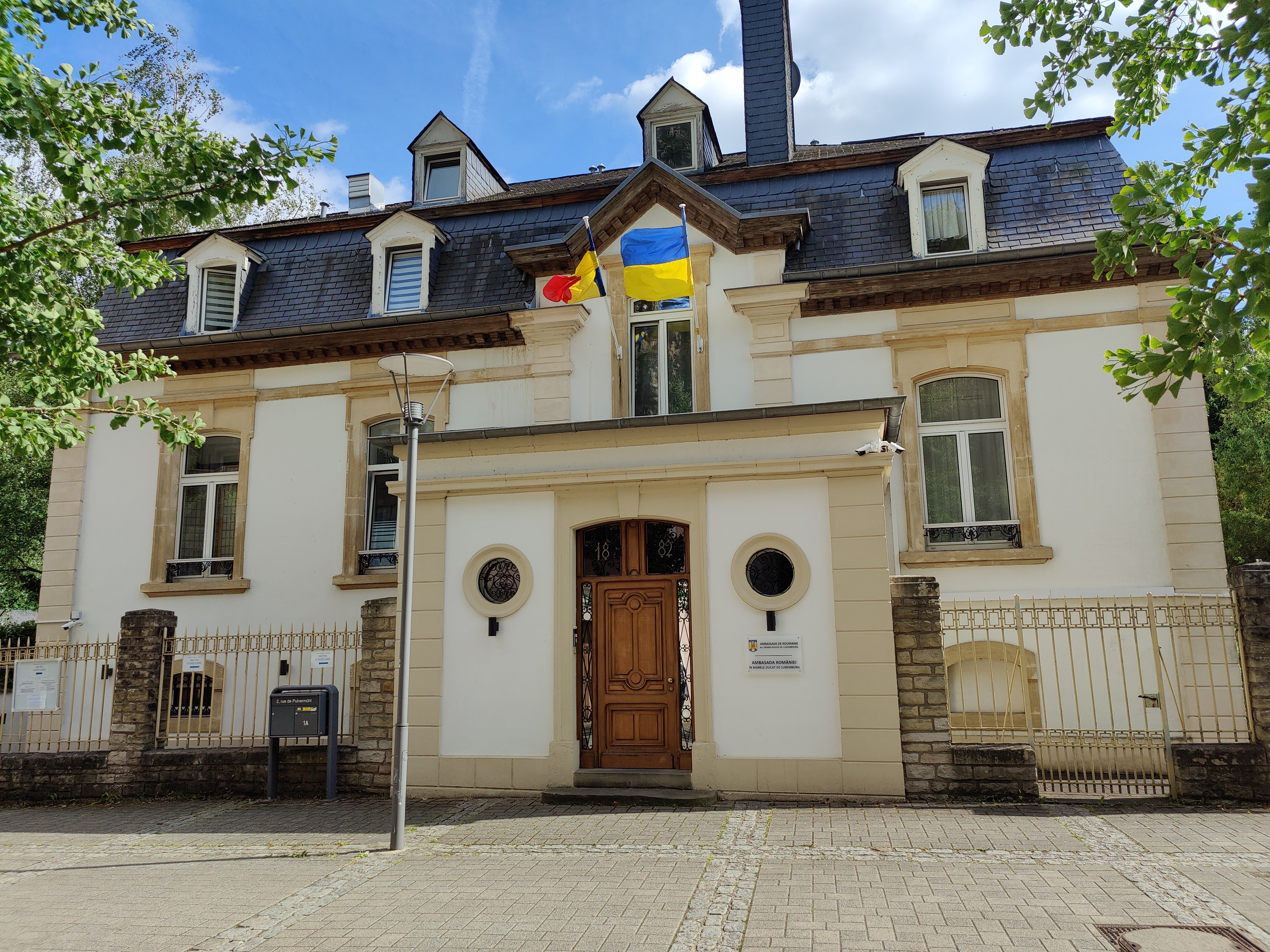
Ambassade van Roemenië
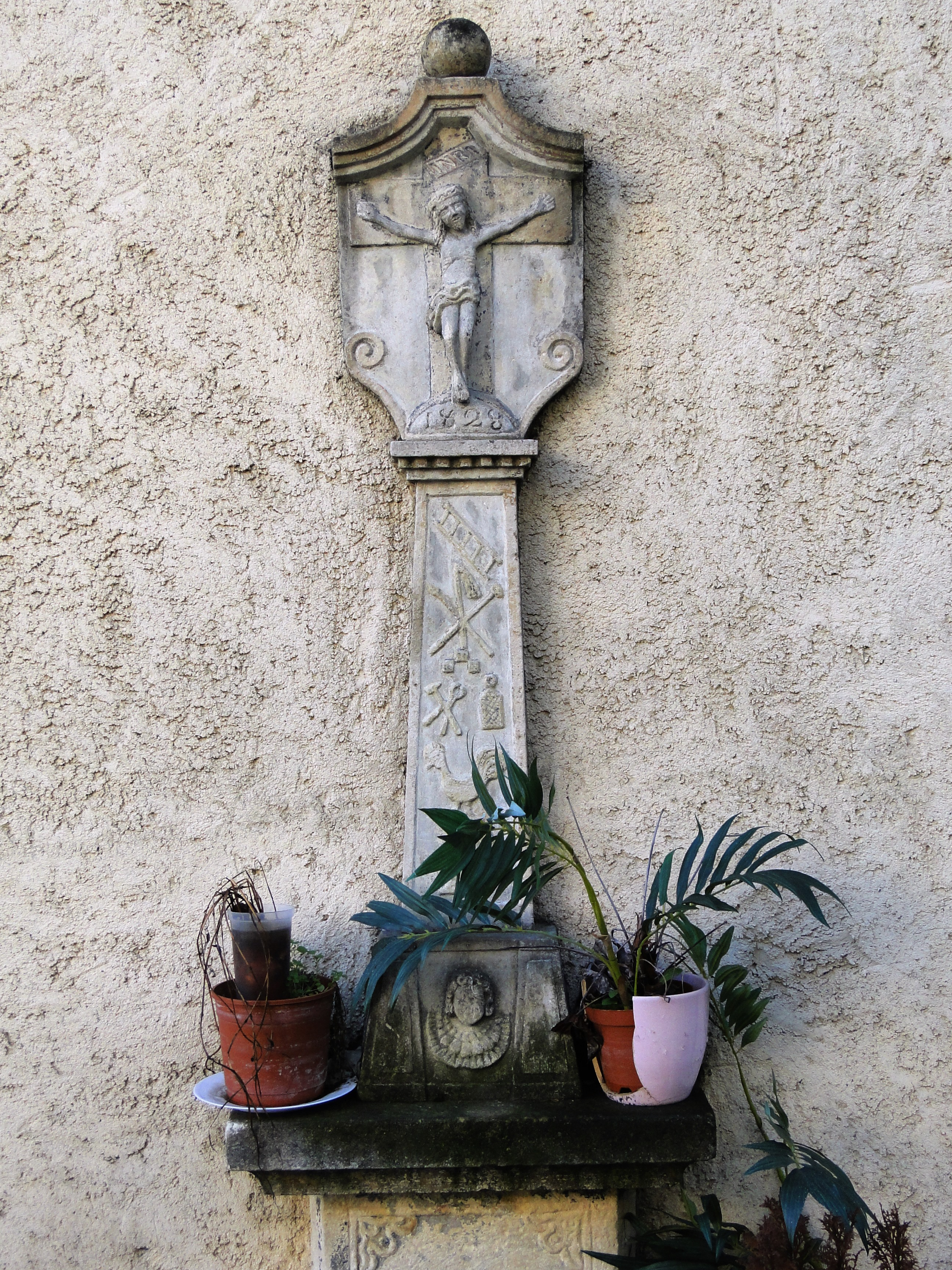
Wegkruis aan de rue du Fort Dumoulin

## Geboren
- Jean-François Eydt (1808-1884), architect

Beggen · Belair · Bonnevoie-Nord-Verlorenkost · Bonnevoie-Sud · Cents · Cessange · Clausen · Dommeldange · Eich · Gare · Gasperich · Grund · Hamm · Hollerich · Kirchberg · Limpertsberg · Merl · Muhlenbach · Neudorf-Weimershof · Pfaffenthal · Pulvermühl · Rollingergrund-Belair Nord · Ville-Haute (Bovenstad, centrum) · Weimerskirch